# Montloué
Montloué – miejscowość i gmina we Francji, w regionie Hauts-de-France, w departamencie Aisne.
Według danych na styczeń 2014 roku gminę zamieszkiwało 159 osób, a gęstość zaludnienia wynosiła 10,5 osób/km².